# Episodi di Polizeifunk ruft (prima stagione)
La prima stagione della serie televisiva Polizeifunk ruft è stata trasmessa in anteprima in  Germania dalla ARD tra il 5 dicembre 1966 e il 6 marzo 1967.
| nº | Titolo originale             | Titolo italiano | Prima TV Germania | Prima TV Italia |
| -- | ---------------------------- | --------------- | ----------------- | --------------- |
| 1  | Außenkommando                | inedito         | 5 dicembre 1966   | inedito         |
| 2  | Der Staatsbesuch             | inedito         | 12 dicembre 1966  | inedito         |
| 3  | Die Räuberhöhle              | inedito         | 19 dicembre 1966  | inedito         |
| 4  | Gefährlicher Spaziergang     | inedito         | 2 gennaio 1967    | inedito         |
| 5  | Das Mädchen von der Autobahn | inedito         | 9 gennaio 1967    | inedito         |
| 6  | Zwei Pro mille               | inedito         | 16 gennaio 1967   | inedito         |
| 7  | Der Pferdenarr               | inedito         | 23 gennaio 1967   | inedito         |
| 8  | Das sichere Versteck         | inedito         | 30 gennaio 1967   | inedito         |
| 9  | Der Blumenstrauß             | inedito         | 6 febbraio 1967   | inedito         |
| 10 | Mord im Lehrlingsheim        | inedito         | 13 febbraio 1967  | inedito         |
| 11 | Der schnelle Schlitten       | inedito         | 20 febbraio 1967  | inedito         |
| 12 | Der Wolfshund                | inedito         | 27 febbraio 1967  | inedito         |
| 13 | Alarm im Moor                | inedito         | 6 marzo 1967      | inedito         |